# The Yukon Trail
The Yukon Trail est un jeu vidéo ludo-éducatif développé et édité par MECC (créateurs de The Oregon Trail), sorti en 1994 sur Windows et Mac.
Il s'inspire de la ruée vers l'or du Klondike.

## Accueil
- AllGame : 4,5/5[1]